# Unam Sanctam
„Unam Sanctam“ bula je pape Bonifacija VIII.

## Povijest
Stroga dioba staleža na knezove, plemića, slobodne, poluslobodne i kmetove, prešla je i u kršćanski srednji vijek, a ušla i u Crkvu. Oštra staleška podjela između visokog i nižeg klera pogodovalo je vladavini plemstva u Crkvi. Pomazanje Pipina, krunidba Karla Velikoga i Otona Velikog za kralja i cara, služili su da pojam vladara zadobije sakralno značenje. Vladar ubrzo postaje dostojanstveni kršćanski svećenik-kralj. Sakralno oblikovanje kraljevske časti dovodi već zarana u germanskim zemljama do nastanka državnih Crkava, kojima je na čelu stajao kralj. I kraljevi su svoj položaj smatrali crkveno-religijskim i tako ga izgrađivali. Oni nisu davali i poklanjali samo crkvena dobra, već su postavljali i smjenjivali biskupe i po svojoj volji raspolagali državno-crkvenim dobrima. 
To je bilo vrijeme srednjega vijeka u kom se država uplitala u crkvene stvari te istodobno svjetovni vladari raspolagali tzv. državno-crkvenim dobrima. Uplitanje u crkveno pravo investiture što su činili i pobožni kraljevi poput Otona, Henrika II. ili Henrika III., nisu smatrali razornim, a što je izazvalo otpor Crkve. Borba protiv laičke investiture i simonije, postala je i bojnim poklikom reformatora u 11. stoljeću. Borba za oslobođenje Crkve iz zagrljaja države i svjetovnih velikaša, postala je glavna misao, vodilja borbe za investituru. 

## Objava buleUnam Sanctam
Nastaju sukobi između papinstva i carstva. Sukobi Henrika IV. s Grgurom VII., Fridrika Barbarose s Aleksandrom III. te Fridrika II. s Inocentom IV. postaju vrhunac toga obračuna. Pod Inocentom III. papinstvo postaje ustanovom koja vlada svijetom. Kršćanska zapadnjačka zajednica naroda, ujedinjena je pod vodstvom Crkve. Duhovni se život razvija do vrhunca, nastaju sveučilišta. 
Oko 1300. godine taj razvoj dostiže najvišu točku. Papa Bonifacije VIII. je u buli „Unam Sanctam“ sažeo vladarske zahtjeve Crkve. Ali te zahtjeve nije mogao ostvariti protiv francuskog kralja Filipa Lijepog. Zbog toga je pokušaj pape Bonifacija VIII. da još jednom ostvari papinske težnje za vodstvom, bio osuđen na propast. Bonifacije je bio vlastohlepne prirode, pun samosvijesti o svojoj moći, ali bez dubljeg vjerskog osjećaja i bez smisla za stvarnost života. 
Sanjao je da ponovno uspostavi teokratsku univerzalnu zapadnu državu pod papinskim vodstvom. Nije pri tom vodio računa o tome kakvu je štetu pretrpio ugled papinstva u onim godinama kad se i carstvom borio za političku prevlast. Pred francuskim carem Filipom Lijepim koji je htio stvoriti francusku prevlast, Bonifacije VIII. je istupio naglašavajući duhovno-političko prvenstvo papinstva te u svojoj buli pozivao se na nauku o „dva mača“ po kojoj je prema Lk 22, 38 obje vlasti (duhovnu i svjetovnu) povjerio samo Crkvi). Objavljuje da je poslušnost prema papi nužna za spasenje pa izbija sukob, koban po posljedicama. 
Papa je izopćio Filipa, a Filip se prizvao na sabor koji je sazvao protiv pape. Poslao je u rujnu 1303. šačicu vojnika da zarobe papu u njegovu dvorcu u Anagniju. Iako su građani Anagnija papu već za dva dana ponovno oslobodili, ipak je taj događaj pokazao da je papa potpuno nemoćan i politički beznačajan. Papa se nije mogao braniti. Bonifacije nije dugo proživio slom svojih snova o svjetskom gospodstvu. Već nekoliko tjedana nakon toga umro u Rimu. S njime je nestalo zauvijek i univerzalne papinske prevlasti u srednjem vijeku.